# Christian Simenon
Christian François Maurice Joseph Simenon (Liegi, settembre 1906 – That-Khe, 31 ottobre 1947) è stato un politico belga,  fratello dello scrittore Georges Simenon, nonché dirigente del movimento rexista e volontario nella Legione straniera francese.

## Biografia
Nato a Liegi nel 1906, Christian Simenon visse per circa venti  anni nel Congo belga. Dal 1940, durante l'occupazione nazista del Belgio, aderì al movimento rexista di Léon Degrelle e fu posto a capo di un dipartimento politico e della Corporazione Nazionale dell'Agricoltura e dell'Alimentazione. Forte del suo potere, facilitò l'apertura delle colonne dei giornali rexisti agli scritti del fratello Georges.
A guerra finita fu accusato di aver partecipato alla spedizione punitiva ordita da esponenti del Partito Rexista contro gli abitanti di Courcelles nell'agosto del 1944 che causò 20 morti, in rappresaglia dell'assassinio del borgomastro rexista di Charleroi e della sua famiglia uccisi da resistenti di Courcelles. Christian Simenon fu denunciato dai suoi stessi complici per aver sparato personalmente al curato di Charleroi, il canonico Pierre Harmignie. Al riguardo, il fratello Georges nella sua corrispondenza con l'amico scrittore André Gide, vide la partecipazione del fratello al massacro di Courcelles come un "fatto di gioventù" e manterrà nel futuro un silenzio assoluto su questo episodio drammatico.
Condannato a morte in contumacia nel giugno 1945 dal Consiglio di guerra di Charleroi, su invito del fratello Georges si arruolò nel giugno 1945 nella Legione straniera francese. Raggiunta  Sidi Bel Abbes fu spedito nell'estremo Oriente e partecipò alla guerra d'Indocina contro gli insorti Viet Minh.
Promosso caporale, Simenon fu ucciso in combattimento, il 31 ottobre 1947, in una imboscata, a That-Ke, in Vietnam, presso la frontiera cinese mentre svolgeva un servizio di perlustrazione. Il suo corpo fu rimpatriato e inumato a Robermont, il cimitero di Liegi, il 17 dicembre 1974.